# Strakapoud americký
Strakapoud americký, známý také jako strakapoud vlasatý (Leuconotopicus villosus) je středně velký strakapoud.

## Znaky
- Délka těla: 18–26 cm
- Rozpětí křídel: 33–41 cm
- Hmotnost: 40–95 g

Má černá křídla s bílými pruhy, černý ocas, temeno a zátylek, bílý hřbet, spodní stranu těla a pruh pod i nad okem. Samci se od samic odlišují červeně zbarvenou skvrnou na zadní části hlavy, kterou samice zcela postrádají.
Je velice podobný strakapoudu osikovému, oba dva druhy přitom nejsou nijak zvláště blízce příbuzné. Jsou tak typickým příkladem konvergentní evoluce.

## Rozšíření
Strakapoud americký je nejrozšířenějším americkým strakapoudem. Vyskytuje se především v zalesněných oblastech s porostem starých stromů na velkém území Severní a Střední Ameriky a na některých ostrovech v Karibiku; často, zejména přes zimu, se objevuje i na zahradách a v případě nedostatku potravy běžně navštěvuje také krmítka. Na většině svého areálu rozšíření je stálý, směrem na jih se částečně stahují pouze ptáci žijící v severních oblastech.

## Ekologie
Potravu vyhledává na stromech, požírá zejména hmyz, ale také bobule, semena, ořechy (které upevňuje do vidlice větve a pak do nich seká zobákem) a mízu. Hnízdí ve stromové dutině, kterou hloubí samec i samice ve výšce 4–6 m nad zemí. Klade do ní průměrně 4 bělavá vejce, na kterých sedí po dobu přibližně 14 dnů. Mláďata opouštějí hnízdo po 28–30 dnech.